# Aquitaine (trein)
De Aquitaine was een Franse binnenlandse TEE-trein voor de verbinding Parijs - Bordeaux. De Aquitaine is vernoemd naar de provincie Aquitanië waarvan Bordeaux de hoofdstad is.
Op 23 mei 1971 werd de Aquitaine in het TEE-net opgenomen als "spiegeltrein" van de sneltrein L'Etendard. Het traject Parijs - Bordeaux werd, zonder tussenstops, in vier uur afgelegd wat neer komt op een gemiddelde snelheid van 145 km/u, destijds een snelheidsrecord, waarmee de Aquitaine ook de snelste TEE was. De terugreis duurde, met twee tussenstops, slechts negen minuten langer.
Nadat begin jaren 1980 de frequentie was teruggebracht, is in 1984 de trein als gewone sneltrein voortgezet.

## Trans Europ Express

### Rollend materieel

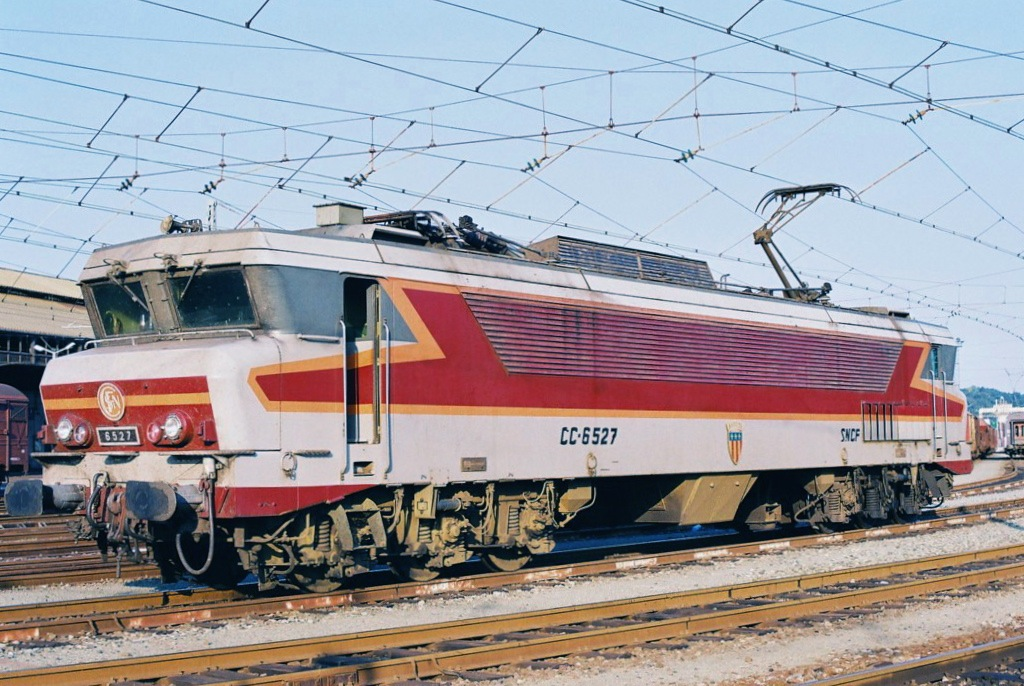
SNCF CC6527

De treindienst werd verzorgd door de getrokken treinen bestaande uit een CC 6500 locomotief en TEE Grand confort-rijtuigen van de SNCF

### Route en dienstregeling
De Aquitaine reed de eerste tien jaar zonder tussenstop van Parijs naar Bordeaux
| TEE 1 | land      | station           | km  | TEE 2 |
| ----- | --------- | ----------------- | --- | ----- |
| 17:55 | Frankrijk | Parijs Austerlitz | 0   | 11:25 |
| **:** | Frankrijk | Poitiers          | 332 | 09:04 |
| **:** | Frankrijk | Angoulême         | 445 | 08:17 |
| 21:55 | Frankrijk | Bordeaux          | 581 | 07:15 |

Vanaf 31 mei 1981 stopte TEE 1 ook in Angoulême en vanaf 27 september 1981 ook in Poitiers.
St. Pierre des Corps, een voorstad van Tours, werd op 27 september 1981 als extra stop voor TEE 2 toegevoegd, vanaf 23 mei 1982 stopte ook TEE 1 in St. Pierre des Corps. De laatste rit als TEE was op 30 mei 1984.